# Școala milesiană
Școala milesiană a fost o școală filosofică fondată în secolul VI î.Hr. Ideile asociate cu această școală sunt exemplificate de trei filosofi din cetatea ioniană Milet: Thales, Anaximandru și Anaximene.
Pentru a justifica denumirea de școală se pot aduce mai multe argumente: toți erau cetățenii aceluiași oraș, au fost contemporani, iar tradiția susține că relațiile dintre ei erau ca între maestru și discipol sau ca între precursor și succesor.
Distincția dintre cei care descriu lumea în termenii de mit și supranatural și cei care au încercat pentru prima dată s-o explice prin cauze naturale se datorează în principal lui Aristotel. El îi numește pe primii theologi, iar pe ceilalți physici sau physiologi, atribuindu-i lui Thales și succesorilor săi milesieni trecerea la această nouă perspectivă "fizică" și numindu-l pe Thales "întemeietorul acestui nou gen de filosofie".
Întrebările care îi interesau pe milesieni erau de tipul: "E posibil ca această lume să fie redusă la principii mai simple, astfel încât rațiunea umană să înțeleagă ce este ea?", "Din ce este făcută?", Cum are loc schimbarea?", "De ce lucrurile apar, apoi se perimează și dispar?".
Milesienii au fost primii care au sugerat că răspunsurile la aceste întrebări pot fi găsite pe calea gândirii. Au abandonat soluțiile mitologice și le-au înlocuit cu cele raționale. Filosofia și știința au început cu încrederea în faptul că la baza fenomenelor stă caracterul ordonat inerent lor, nu capriciul sorții, iar explicația naturii trebuie căutată chiar în natura însăși.